# Thatcher-kormány
A Thatcher-kormány az Egyesült Királyság kormánya volt 1979 és 1990 között, Margaret Thatcher miniszterelnöksége alatt. A Konzervatív Párt 1979-es választási győzelmét követően alakult meg.

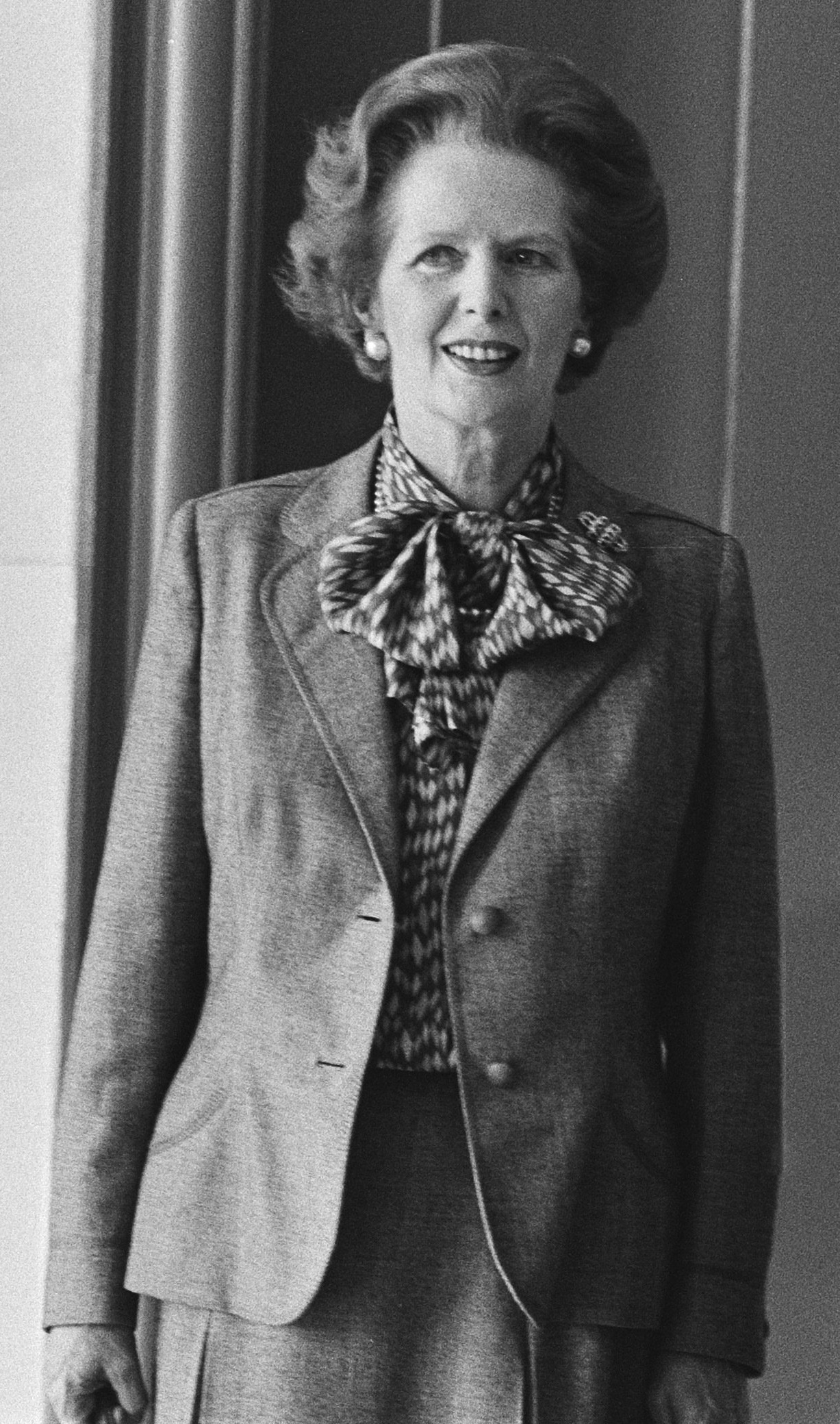
Margaret Thatcher, miniszterelnök (1979 - 1990)

## A kormány
| Hivatal                                                                     | Név                   | Időszak   |
|                                                                             |                       |           |
| Miniszterelnök A kincstár első ura A polgári szolgálatért felelős miniszter | Margaret Thatcher     | 1979–1990 |
|                                                                             |                       |           |
| Helyettes miniszterelnök                                                    | Viscount Whitelaw     | 1979–1988 |
|                                                                             | Sir Geoffrey Howe     | 1989–1990 |
| Főkancellár                                                                 | Sir Geoffrey Howe     | 1979–1983 |
|                                                                             | Nigel Lawson          | 1983–1989 |
|                                                                             | John Major            | 1989–1990 |
| Pénzügyminiszter                                                            | Quintin Hogg          | 1979–1987 |
|                                                                             | Michael Havers        | 1987      |
|                                                                             | James Mackay          | 1987–1990 |
| A titkos tanács elnöke                                                      | Christopher Soames    | 1979–1981 |
|                                                                             | Francis Pym           | 1981–1982 |
|                                                                             | John Biffen           | 1982–1983 |
|                                                                             | William Whitelaw      | 1983–1988 |
|                                                                             | John Wakeham          | 1988–1989 |
|                                                                             | Sir Geoffrey Howe     | 1989–1990 |
|                                                                             | John MacGregor        | 1990      |
| Főpecsétőr                                                                  | Sir Ian Gilmour       | 1979–1981 |
|                                                                             | Humphrey Atkins       | 1981–1982 |
|                                                                             | Janet Young bárónő    | 1982–1983 |
|                                                                             | John Biffen           | 1983–1987 |
|                                                                             | John Wakeham          | 1987–1988 |
|                                                                             | John Julian Ganzoni   | 1988–1990 |
| Külügyminiszter                                                             | Peter Carington       | 1979–1982 |
|                                                                             | Francis Pym           | 1982–1983 |
|                                                                             | Sir Geoffrey Howe     | 1983–1989 |
|                                                                             | John Major            | 1989      |
|                                                                             | Douglas Hurd          | 1989–1990 |
| Belügyminiszter                                                             | William Whitelaw      | 1979–1983 |
|                                                                             | Leon Brittan          | 1983–1985 |
|                                                                             | Douglas Hurd          | 1985–1989 |
|                                                                             | David Waddington      | 1989–1990 |
| Védelmi miniszter                                                           | Francis Pym           | 1979–1981 |
|                                                                             | John Nott             | 1981–1983 |
|                                                                             | Michael Heseltine     | 1983–1986 |
|                                                                             | George Younger        | 1986–1989 |
|                                                                             | Tom King              | 1989–1990 |
| Oktatásért és tudományért felelős államminiszter                            | Mark Carlisle         | 1979–1981 |
|                                                                             | Sir Keith Joseph      | 1981–1986 |
|                                                                             | Kenneth Baker         | 1986–1989 |
|                                                                             | John MacGregor        | 1989–1990 |
|                                                                             | Kenneth Clarke        | 1990      |
| Munkaügyi államminiszter                                                    | James Prior           | 1979–1981 |
|                                                                             | Norman Tebbit         | 1981–1983 |
|                                                                             | Tom King              | 1983–1985 |
|                                                                             | David Young           | 1985–1987 |
|                                                                             | Norman Fowler         | 1987–1990 |
|                                                                             | Michael Howard        | 1990      |
| Energiáért felelős államminiszter                                           | David Howell          | 1979–1981 |
|                                                                             | Nigel Lawson          | 1981–1983 |
|                                                                             | Peter Walker          | 1983–1987 |
|                                                                             | Cecil Parkinson       | 1987–1989 |
|                                                                             | John Wakeham          | 1989–1990 |
| Környezetért felelős államminiszter                                         | Michael Heseltine     | 1979–1983 |
|                                                                             | Tom King              | 1983      |
|                                                                             | Patrick Jenkin        | 1983–1985 |
|                                                                             | Kenneth Baker         | 1985–1986 |
|                                                                             | Nicholas Ridley       | 1986–1989 |
|                                                                             | Chris Patten          | 1989–1990 |
| Szociális intézményekért felelős államminiszter                             | Patrick Jenkin        | 1979–1981 |
|                                                                             | Norman Fowler         | 1981–1987 |
|                                                                             | John Moore            | 1987–1988 |
| Társadalombiztosításért felelős miniszter                                   | John Moore            | 1988–1989 |
|                                                                             | Tony Newton           | 1989–1990 |
| Egészségért felelős miniszter                                               | Kenneth Clarke        | 1988–1990 |
|                                                                             | William Waldegrave    | 1990      |
| Kereskedelemért felelős miniszter                                           | John Nott             | 1979–1981 |
|                                                                             | John Biffen           | 1981–1982 |
|                                                                             | Francis Cockfield     | 1982–1983 |
| Iparért felelős miniszter                                                   | Sir Keith Joseph, Bt  | 1979–1981 |
|                                                                             | Patrick Jenkin        | 1981–1983 |
| Kereskedelemért és iparért felelős államminiszter                           | Cecil Parkinson       | 1983      |
|                                                                             | Norman Tebbit         | 1983–1985 |
|                                                                             | Leon Brittan          | 1985–1986 |
|                                                                             | Paul Channon          | 1986–1987 |
|                                                                             | David Ivor Young      | 1987–1989 |
|                                                                             | Nicholas Ridley       | 1989–1990 |
|                                                                             | Peter Lilley          | 1990      |
| Szállításért felelős miniszter                                              | Norman Fowler         | 1981      |
|                                                                             | David Howell          | 1981–1983 |
|                                                                             | Tom King              | 1983      |
|                                                                             | Nicholas Ridley       | 1983–1986 |
|                                                                             | John Moore            | 1986–1987 |
|                                                                             | Paul Channon          | 1987–1989 |
|                                                                             | Cecil Parkinson       | 1989–1990 |
| Skóciáért felelős államminiszter                                            | George Younger        | 1979–1986 |
|                                                                             | Malcolm Rifkind       | 1986–1990 |
| Walesért felelős államminiszter                                             | Nicholas Edwards      | 1979–1987 |
|                                                                             | Peter Walker          | 1987–1990 |
|                                                                             | David Hunt            | 1990      |
| Észak-Írországért felelős államminiszter                                    | Humphrey Atkins       | 1979–1981 |
|                                                                             | James Prior           | 1981–1984 |
|                                                                             | Douglas Hurd          | 1984–1985 |
|                                                                             | Tom King              | 1985–1989 |
|                                                                             | Peter Brooke          | 1989–1990 |
| Lancaster hercegi uradalmának főkancellárja                                 | Norman St John-Stevas | 1979–1981 |
|                                                                             | Francis Pym           | 1981      |
|                                                                             | Janet Young           | 1981–1982 |
|                                                                             | Cecil Parkinson       | 1982–1983 |
|                                                                             | Lord Cockfield        | 1983–1984 |
|                                                                             | Alexander Ruthven     | 1984–1985 |
|                                                                             | Norman Tebbit         | 1985–1987 |
|                                                                             | Kenneth Clarke        | 1987–1988 |
|                                                                             | Tony Newton           | 1988–1989 |
|                                                                             | Kenneth Baker         | 1989–1990 |
| Kincstári főtitkár                                                          | John Biffen           | 1979–1981 |
|                                                                             | Leon Brittan          | 1981–1983 |
|                                                                             | Peter Rees            | 1983–1985 |
|                                                                             | John MacGregor        | 1985–1987 |
|                                                                             | John Major            | 1987–1989 |
|                                                                             | Norman Lamont         | 1989–1990 |
| Mezőgazdaság-, halászat- és élelmezésügyi miniszter                         | Peter Walker          | 1979–1983 |
|                                                                             | Michael Jopling       | 1983–1987 |
|                                                                             | John MacGregor        | 1987–1989 |
|                                                                             | John Gummer           | 1989–1990 |
| Hadbiztos-tábornok                                                          | Angus Maude           | 1979–1981 |
|                                                                             | Francis Pym           | 1981      |
|                                                                             | Cecil Parkinson       | 1981–1983 |
|                                                                             | Kenneth Clarke        | 1985–1987 |
| Tárca nélküli miniszter                                                     | David Ivor Young      | 1984–1985 |
| Művészetért felelős miniszter                                               | Norman St John-Stevas | 1979–1981 |
|                                                                             | Alexander Ruthven     | 1984–1985 |

## A kabinetek kronológikusan
Ezek a Margaret Thatcher miniszterelnök által vezetett kabinetek (1979 májusától 1990 novemberéig).

## 1979 májusa – 1981 szeptembere
- Margaret Thatcher
- William Whitelaw
- Sir Geoffrey Howe
- John Biffen
- Lord Soames
- Quintin McGarel Hogg
- Sir Ian Gilmour
- Lord Carrington
- Peter Walker
- Norman St John-Stevas
- Francis Pym
- Mark Carlisle
- James Prior
- Michael Heseltine
- Patrick Jenkin
- Keith Joseph
- Humphrey Atkins
- Angus Maude
- George Younger
- John Nott
- Nicholas Edwards
- Michael Jopling
- Michael Havers

### Változások
1981 januárja: Francis Pym követi Normann St John-Stevast Lancaster hercegi uradalmának főkancellárjaként. Pym hadbiztos-tábornokként váltjta Angus Maude-et. John Nott védelmi miniszterként váltja Francis Pym-et. John Biffen kereskedelemért felelős miniszterként és a kereskedelmi tanács elnökeként váltja Nott-ot. Leon Brittan kincstári főtitkárként következik John Biffen után. St John-Stevas művészetért felelős miniszterként lemond. Az utóda nincs a kabinetben. A szállításügyi miniszter pozícióját beemelik a kabinetbe, és Normann Fowlernek adják a pozíciót.

## A kabinet 1981 szeptembere és 1983 júniusa között
1981 szeptemberében jelentős átalakítás zajlott:
- Margaret Thatcher: miniszterelnök
- William Whitelaw: helyettes miniszterelnök és külügyminiszter
- Geoffrey Howe: Főkancellár
- Leon Brittan: Kincstári főtitkár
- Francis Pym: A titkos tanács elnöke
- Lord Hailsham St Marylebone: pénzügyminiszter
- Humphrey Atkins: Főpecsétőr
- Lord Carrington: külügyminiszter és közösségi ügyek
- Peter Walker: mezőgazdaság, halászatok és élelmezésért felelős miniszter
- John Nott: védelmi miniszter
- Sir Keith Joseph: oktatásért és tudományért felelős miniszter
- Normann Tebbit: foglalkoztatásért felelős miniszter
- Nigel Lawson: energiáért felelős miniszter
- Michael Heseltine: környezetért felelős miniszter
- Normann Fowler: egészségért és társadalombiztosításért felelős miniszter
- Patrick Jenkin: iparért felelős miniszter
- Baroness Young: Lancaster hercegi uradalmának kancellárja
- James Prior: Észak-Írországért felelős miniszter
- Cecil Parkinson: Hadbiztos-tábornok
- George Younger: Skóciáért felelős miniszter
- John Biffen: kereskedelemért felelős miniszter és a kereskedelmi tanácsnak az elnöke
- David Howell: szállításért felelős miniszter
- Nicholas Edwards: Walesért felelős miniszter

### Változások
1982 áprilisában: Francis Pym külügyminiszterként követi Lord Carringtont. John Biffen a titkos tanács elnökeként követi Pymet. Baroness Young Lordpecsétőrként következik Humphrey Atkins után. Cecil Parkinson Lancaster hercegi uradalmának kancellárjaként követi Baroness Youngot. Lord Cockfield kereskedelemért felelős miniszterként következik John Biffen után.
1983 januárja: Michael Heseltine védelmi miniszterként következik John Nott után. Tom King környezetért felelős miniszterként követi Heseltinet.

## A kabinet 1983 júniusa és 1987 júniusa között
- Margaret Thatcher: miniszterelnök
- Lord Whitelaw: helyettes miniszterelnök és a titkos tanács elnöke
- Nigel Lawson: Főkancellár
- Michael Heseltine: védelmi miniszter
- Lord Hailsham St Marylebone: pénzügyminiszter
- James Prior: Észak-Írországért felelős miniszter
- George Younger: Skóciáért felelős miniszter
- Tom King: szállításért felelős miniszter
- Nicholas Edwards: Walesért felelős miniszter

## A kabinet 1987 júniusa és 1989 júliusa között
- Margaret Thatcher: miniszterelnök
- Lord Whitelaw: helyettes miniszterelnök és a titkos tanács elnöke
- Nigel Lawson: Főkancellár
- George Younger: védelmi miniszter
- Lord Havers: pénzügyminiszter
- Tom King: Észak-Írországért felelős miniszter
- Malcolm Rifkind: Skóciáért felelős miniszter
- Paul Channon: szállításért felelős miniszter
- Peter Walker: Walesért felelős miniszter

## A kabinet 1989 júliusa és 1990 novembere között
- Margaret Thatcher: miniszterelnök
- Sir Geoffrey Howe: helyettes miniszterelnök és a titkos tanács elnöke
- Nigel Lawson: Főkancellár
- Tom King: védelmi miniszter
- Lord Mackay of Clashfern: pénzügyminiszter
- Peter Brooke: Észak-Írországért felelős miniszter
- Malcolm Rifkind: Skóciáért felelős miniszter
- Cecil Parkinson: szállításért felelős miniszter
- Peter Walker: Walesért felelős miniszter